# Feeler
Feeler is het eerste studioalbum van de Australische singer-songwriter Pete Murray. Het album kwam uit in juli 2003 op het label van Sony BMG. In Australië was het album Murrays doorbraak en bereikte het de nummer 1-positie. In Nederland kwam Feeler in 2004 uit, met minder succes.

## Nummers
1. "Feeler" – 4:21
2. "Bail Me Out" – 4:03
3. "So Beautiful" – 4:39
4. "Lines" – 3:00
5. "Freedom" – 3:16
6. "Please" – 3:23
7. "Fall Your Way" – 3:44
8. "My Time" – 4:08
9. "Tonic" – 3:00
10. "No More" – 3:08
11. "Ten Ft Tall" – 4:28